# Aidyn Chronicles: The First Mage
Aidyn Chronicles: The First Mage è un videogioco di ruolo sviluppato da H2O Interactive e pubblicato da THQ. Fu distribuito solo in Europa e negli USA.

## Accoglienza
Ha ricevuto voti generalmente bassi, ottenendo 53/100 dall'aggregatore di recensioni Metacritic.